# Хамат
Ха́мат або Емаф (івр. חמת) — місто й держава у центральній частині Стародавньої Сирії.

## Історія
Поселення там існувало від доби неоліту. Від початку IX століття до н. е. царі Хамата воювали проти Ассирії. Розквіт Хамата як центру антиассирійського союзу (поряд із Дамаском) припадав на кінець IX століття до н. е. У VIII столітті до н. е. місто зазнало нищівної поразки від Ассирії та близько 720 року до н. е. було перетворено на одну з ассирійських провінцій. Місто згадувалось у Біблії.
За елліністичної доби місто мало назву Епіфанія. Було зруйновано під час арабських завоювань. Хамат відновили Омеяди й назвали його Хама.
| Прапор Сирії | Це незавершена стаття про Сирію. Ви можете допомогти проєкту, виправивши або дописавши її. |